# قرارگاه مرکزی خاتم‌الانبیا
قرارگاه مرکزی خاتم‌الانبیا، عالی‌ترین قرارگاه عملیاتی نظامی در ایران است که مسئولیت طراحی، هماهنگی و نظارت عملیاتی نیروهای مسلح را برعهده دارد.کیهان، رسانه نزدیک به خامنه ای اعلام کرد که به دلیل ملاحظات امنیتی، نام فرمانده بعدی قرارگاه خاتم‌الانبیا پس از علی شادمانی اعلام نخواهد شد.علی شادمانی که پس از کشته شدن غلامعلی رشید به‌عنوان فرمانده جدید قرارگاه خاتم‌الانبیا منصوب شده بود، توسط ارتش اسرائیل مورد هدف قرار گرفت و کشته شد.فرماندهی شادمانی در قرارگاه خاتم‌الانبیا تنها ۴ روز به طول انجامید.
قرارگاه مرکزی خاتم‌الانبیاء در سال ۱۳۶۲ در خلال جنگ ایران و عراق تأسیس شد. دو قرارگاه همنام با قرارگاه مرکزی خاتم‌الانبیاء در نیروهای مسلح ایران وجود دارد که شامل قرارگاه سازندگی خاتم‌الانبیا و قرارگاه پدافند هوایی خاتم‌الانبیا می‌باشند و هر دو در ابتدا به‌عنوان بازوی اجرایی قرارگاه خاتم تشکیل شدند و هم‌اکنون به‌عنوان قرارگاه‌های مستقل فعالیت می‌کنند.

## تاریخچه
در آستانه اجرای عملیات والفجر مقدماتی، سپاه پاسداران اقدام به تشکیل قرارگاه خاتم‌الانبیا نمود، که در نهایت به عنوان قرارگاه مشترک و نهاد نظامی بالادستی دو گروه اصلی از نیروهای مسلح ایران (سپاه و ارتش) مطرح شد. این قرارگاه چند روز پیش از اجرای عملیات خیبر در سال ۱۳۶۲ تشکیل شد. در ابتدا سید علی خامنه‌ای؛ به عنوان رئیس‌جمهور و رئیس شورای عالی دفاع ملی، فرماندهی و هدایت این قرارگاه را برعهده گرفت، اما در بهمن ۱۳۶۲ یک ماه قبل از آغاز عملیات خیبر، اکبر هاشمی رفسنجانی در مقام جانشین فرمانده کل نیروهای مسلح، مسئول قرارگاه شد و در عمل فرماندهی جنگ را برعهده گرفت.
در خلال جنگ ایران و عراق و در فاصله سال‌های ۱۳۶۴ تا ۱۳۶۷ کلیه عملیات‌های گسترده نظامی، تحت نظارت عالیه قرارگاه خاتم طراحی گردید. این سلسله عملیات‌ها با فرماندهی و نظارت قرارگاه خاتم و توسط قرارگاه‌های اصلی سپاه مانند؛ کربلا، نجف، نوح و قدس و نیز قرارگاه‌های فرعی مانند حدید، نصر، فتح و بدر، همچنین با همکاری لشکرهای پیاده و زرهی ارتش، اجرا می‌شد. در سال‌های پایانی جنگ، این قرارگاه فرماندهی کلیه واحدهای رزمی و پشتیبانی رزم نیروهای مسلح اعم از سپاه، ارتش، ژاندارمری، کمیته‌های انقلاب و جهاد سازندگی را برعهده گرفت و قرارگاه‌های تابعه آن (مانند قرارگاه‌های نجف، نوح و کربلا) نیز نقش سپاه‌های عملیاتی را برعهده داشتند.
قرارگاه خاتم که با هدف هماهنگی و رفع اختلافات میان ارتش و سپاه تشکیل شده بود، کاملاً در این زمینه موفق نشد و اختلاف بین این دو نهاد نظامی در نهایت به تشکیل ستاد فرماندهی کل قوا در سال ۱۳۶۷ منجر گردید. این ستاد در سال ۱۳۷۰ به ستاد کل نیروهای مسلح تغییر نام یافت.

## نقل قول‌ها
وبگاه مرکز اسناد دفاع مقدس، ماجرای شکل‌گیری قرارگاه مرکزی خاتم‌الانبیا را این گونه عنوان کرده‌است:
پس از تشکیل قرارگاه مرکزی کربلا در ابتدای جنگ، که وظیفه آن انجام عملیات مشترک سپاه و ارتش بود، با گسترش سازمان سپاه در عملیات خیبر، مسئولان نظامی تصمیم گرفتند، تا کل نیروهای سپاه تحت امر قرارگاه عملیاتی نجف و کل نیروهای ارتش تحت امر قرارگاه عملیاتی کربلا سازماندهی شوند و قرارگاه مرکزی خاتم‌الانبیا وظیفه هماهنگی و هدایت این دو قرارگاه را برعهده گیرد. این سازماندهی (تفکیک کامل نیروهای رزمی ارتش و سپاه در یک عملیات) فقط در عملیات خیبر انجام گرفت، سپس در عملیات بعدی مجدداً روش سازماندهی تغییر یافت. قرارگاه مرکزی خاتم‌الانبیا فرماندهی تمام واحدهای رزمی و پشتیبانی رزم نیروهای مسلح، اعم از سپاه، ارتش، ژاندارمری، کمیته‌های انقلاب و جهاد سازندگی را برعهده گرفت و قرارگاه‌های تابعه نیز، نقش سپاه‌های عملیاتی (رده بالاتر از لشکر) را ایفا کردند.
محسن رضایی؛ فرمانده وقت سپاه، در روایتی از تشکیل قرارگاه خاتم‌الانبیا در خاطرات خود می‌نویسد:
زمستان ۱۳۶۲ آقای هاشمی رفسنجانی به عنوان فرمانده جنگ تعیین گردید، وی در این تاریخ در قرارگاه کربلا حاضر شد و از این سال است، که قرارگاه کربلا به قرارگاه خاتم‌الانبیا تبدیل شد.
حسین علایی، فرمانده وقت قرارگاه نوح و نخستین فرمانده نیروی دریایی سپاه در خصوص شکل‌گیری قرارگاه خاتم، در خاطرات خود می‌گوید:
در اواخر آذر ۱۳۶۲ قرارگاه خاتم‌الانبیا به عنوان ستاد مافوق ارتش و سپاه و جهت هماهنگی بین نیروهای مسلح، در تهران تشکیل شد. تصمیم تشکیل قرارگاهی که بتواند عملیات‌های جنگ را طراحی و اجرا کند و نیروهای رزمی آن اعم از سپاهی، ارتشی و بسیجی را برای حضور در عملیات هماهنگ نماید، از آنجا گرفته شد که اختلافات میان ارتش و سپاه در جریان جنگ بالا گرفت. نخستین عملیاتی که زیر نظر قرارگاه خاتم‌الانبیا انجام شد، عملیات خیبر بود، که در اسفند سال ۱۳۶۲ آغاز شد و این قرارگاه مسئولیت هماهنگی میان قرارگاه نجف (که نیروهای عملیاتی سپاه تحت امر آن بودند) و قرارگاه کربلا (که نیروهای ارتش زیر نظر آن فعالیت داشتند) و فرماندهی عالی دو قرارگاه را برعهده گرفت.

## فرماندهان
از ابتدای تشکیل این قرارگاه در سال ۱۳۶۲ سید علی خامنه‌ای؛ به عنوان رئیس‌جمهور و رئیس شورای عالی دفاع، به فرماندهی این قرارگاه منصوب گردید، اما در بهمن‌ماه ۱۳۶۲ (یک ماه قبل از آغاز عملیات خیبر)، اکبر هاشمی رفسنجانی در مقام جانشین فرمانده کل نیروهای مسلح، مسئول این قرارگاه شد. چند ماه پس از درگذشت سید روح‌الله خمینی و انتقال فرماندهی کل قوا به خامنه‌ای در سال ۱۳۶۸، هاشمی رفسنجانی از جانشینی فرماندهی کل نیروهای مسلح استعفا کرد، که در پی آن سید علی خامنه‌ای فرماندهی قرارگاه مرکزی خاتم‌الانبیا را برعهده گرفت. پیش از انتصاب سرلشکر پاسدار غلامعلی رشید در سال ۱۳۹۵ به فرماندهی قرارگاه، آیت الله علی خامنه‌ای به عنوان فرمانده کل نیروهای مسلح، هدایت قرارگاه را برعهده داشت و غلامعلی رشید نیز جانشین وی در این قرارگاه بود.
| فرمانده                    | -                           |
| جانشین فرمانده             | سرلشکر حسین حسنی سعدی       |
| معاون هماهنگ‌کننده          | -                           |
| معاون بازرسی               | سرتیپ پاسدار محمدجعفر اسدی  |
| معاون ارزیابی              | دریادار پاسدار مرتضی صفاری  |
| معاون اشراف و تهدیدات نوین | سرلشکر پاسدار مصطفی ایزدی   |
| معاون عملیات               | سرتیپ پرویز هاشمی           |
| معاون تخصصی                | سرتیپ پاسدار یعقوب زهدی     |
| معاون آموزشی               | سرتیپ پاسدار محمود چهارباغی |
| مشاور فرمانده              | سرتیپ عبدالعلی پورشاسب      |